# Melaleuca podiocarpa
Melaleuca podiocarpa là một loài thực vật có hoa trong Họ Đào kim nương. Loài này được Barlow ex Craven mô tả khoa học đầu tiên năm 1999.